# Медісон Айсмен
Медісон Айсмен (англ. Madison Iseman; (14 лютого 1997 , Мертл-Біч, Південна Кароліна ) — американська акторка. Здобула популярність завдяки ролі в телесеріалі «Все ще Король» на каналі Country Music Television, де вона грала доньку головного героя Біллі Рея Сайруса.

## Життєпис та кар'єра
Народилася 1997 року в місті Мертл-Біч, штат Південна Кароліна. Зараз Айсмен ні з ким не зустрічається Протягом кількох місяців вона пройшла чотири прослуховування для участі у «Все ще Король». Також вона з'являлася в таких серіалах як «Американська сімейка» та «Небезпечний Генрі». У 2017 році Медісон зіграла Бетані у фільмі «Джуманджі: Поклик джунглів» та Пем у фільмі Beauty Mark. У лютому 2018 року Айсмен була затверджена на роль у майбутньому сиквелі фільму 2015 року «Страшилки», під назвою «Страшилки: Примарний Гелловін». У жовтні 2018 року Медісон отримала роль у фільмі «Прокляття Аннабель 3».
У квітні 2019 року Айсмен отримала головну роль Рейн Берроуз у фільмі «Дівчина, яка боїться дощу», прем'єра якого відбулася у лютому 2021 року. У січні 2021 року вона отримала роль у телесеріалі «Я знаю, що ви зробили минулого літа», в якому зіграла близнюків Еллісон та Леннон. Серіал був закритий після одного сезону в 2022 році. Потім Медісон приєдналася до акторського складу фільму «Лицарі Зодіаку», екранізації манги Saint Seiya, прем'єра якого відбулася у травні 2023 року.

## Особисте життя
У 2012 році Медісон Айсмен відвідувала Кенію протягом двох тижнів. Станом на серпень 2013 року вона була активною в Першій об'єднаній методистській церкві, перебуваючи в Мертл-Біч. У неї з домашніх улюбленців є кіт.

## Фільмографія

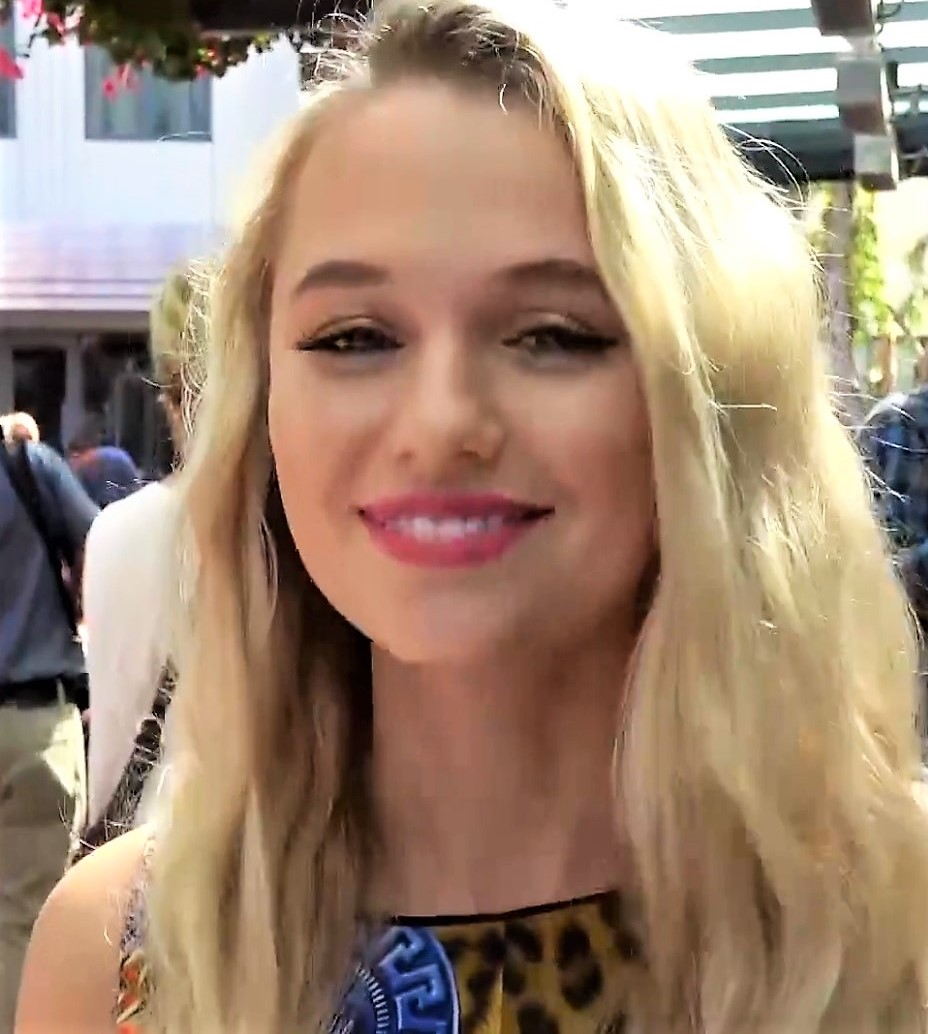
Медісон Айсмен у 2018 році

| Рік       |    | Українська назва                      | Оригінальна назва                 | Роль             |
| --------- | -- | ------------------------------------- | --------------------------------- | ---------------- |
| 2013      | ф  | "Другий шанс"                         | "Second Chances"                  | Черіті           |
| 2013      | кф | «Вона буде вільною»                   | «She Will Be Free»                | Сем              |
| 2013      | кф | "Квиток до будинку з привидами"       | "Ticket to the Haunted Mansion"   | Віккі            |
| 2014      | с  | «Американська сімейка»                | «Modern Family»                   | Сем              |
| 2014      | кф | «Міс Вірджинія»                       | «Miss Virginia»                   | Надя             |
| 2015      | ф  | «Відчай»                              | «Despair Sessions»                | Вероніка         |
| 2015      | ф  | «Краща половина»                      | «The Better Half»                 | Гізер            |
| 2015      | ф  | «Місто монстрів»                      | «Tales of Halloween»              | Ліззі            |
| 2015      | ф  | «Примарний патруль»                   | «Ghost Squad»                     | Бренді           |
| 2015      | с  | «Небезпечний Генрі                    | «Henry Danger»                    | Вероніка         |
| 2015      | с  | «Кірбі Бакетс»                        | «Kirby Buckets»                   | Ребека Вандербаф |
| 2015      | с  | «Соціальний експеримент»              | «The Social Experiment»           | Кейсі            |
| 2015      | с  | «Блеф»                                | «The Bluffs»                      | Ліа              |
| 2016      | с  | «Справжні О'Ніли»                     | «The Real O'Neals»                | Медісон          |
| 2016      | с  | «Ті, хто не може»                     | «Those Who Can't»                 | Беккі Косгроув   |
| 2016      | ф  | «Я знаю де Ліззі»                     | «I Know Where Lizzie Is»          | Ліззі Холден     |
| 2016      | ф  | «Пастка для дружини»                  | «Presumed»                        | Кіна             |
| 2016      | ф  | «Тренер убивця»                       | «Killer Coach»                    | Емілі            |
| 2016      | кф |                                       | «Bad Weather Films»               | Келлі            |
| 2016      | кф | «Пінгвін Флу»                         | «Penguin Flu»                     | Бейонсе          |
| 2016      | ф  | «Заручники в Америці»                 | «Laid in America»                 | Кейлі            |
| 2016      | ф  | «48 годин, щоб жити»                  | «Wild for the Night»              | Юна Шерілін      |
| 2017      | ф  | Рейчер                                | The Rachels                       | Рейчер Нельсон   |
| 2017      | ф  | «Ліза, Ліза, небеса сірого кольору»   | «Liza, Liza, Skies Are Grey»      | Ненсі            |
| 2017      | ф  | «Знак Краси»                          | «Beauty Mark»                     | Пем              |
| 2017      | кф | «Енді»                                | «Andy»                            | Ліа              |
| 2016—2017 | с  | «Все ще король»                       | «Still the King»                  | Шарлотта         |
| 2017      | с  | «Текстовий комітет»                   | «The Text Committee»              | Лорен Портер     |
| 2017      | ф  | «Джуманджі: Поклик джунглів»          | «Jumanji: Welcome to the Jungle»  | Бетані Вокер     |
| 2017      | кф |                                       | «Old MacDonald»                   | Ліза             |
| 2017      | кф |                                       | «Allen»                           | Сем              |
| 2018      | ф  | «Страшилки-2: Привиди Гелловіну»      | «Goosebumps 2: Haunted Halloween» | Сара Квін        |
| 2018      | ф  | «Бенкет із семи страв»                | «Feast of the Seven Fishes»       | Бет              |
| 2018      | ф  | «Мисливець на лисиць                  | «The Fox Hunter»                  | Лілі О'Коннор    |
| 2018      | ф  |                                       | "The F* It List"                  | Кайла            |
| 2019      | ф  | «Анабель 3»                           | «Untitled Annabelle Project»      | Мері Еллен       |
| 2019      | ф  | «Джуманджі: Наступний рівень»         | «Jumanji: The Next Level»         | Бетані Вокер     |
| 2019      | ф  | «Заколотниці»                         | «Riot Girls»                      | Нет              |
| 2020      | ф  | «Ноктюрн»                             | «Nocturne»                        | Вівіан           |
| 2021      | ф  | «Страх Рейн»                          | Fear of Rain                      | Рейн Берроуз     |
| 2021      | с  | «Я знаю, що ви зробили минулого літа» | «I Know What You Did Last Summer» | ТВА              |
| 2022      | с  | «Американські історії жахів»          | American Horror Stories           | Сем              |
| 2023      | ф  | «Лицарі Зодіаку»                      | Knights of the Zodiac             | Сієнна           |
| 2023      | ф  | «Відьмина дошка»                      | Witchboard                        | Емілі            |
| TBA       | ф  | «Цього року»                          | «This Is the Year»                | Зої              |